# Populous: The Beginning
Populous: The Beginning är det tredje spelet i datorspelsutvecklaren Bullfrogs gudaspelserie Populous, utgivet av EA till Windows den 30 november 1998, PlayStation 1999 och PlayStation Network 2007. Nytt för serien var 3D-grafik (modifierad Magic Carpet-motor (1994)) och RTS-spelmekanik på en glob. Spelet innehåller 25 banor och har multiplayerstöd för upp till 4 spelare.

## Gameplay
Globrotation från uppifrånvy med markörkontroll över en shaman och ett antal indiankrigare. Låt indiankrigarna hugga träd till ved för att med den bygga förökningsbyggnader eller utbildningsbyggnader för fortbildning till krigare eller präster med övertalningsförmåga. Skicka trupperna mot AI-spelaren i förgöringssyfte och nyttja trollformler med shamanen för ökad erövringslycka. 

## Expansion
- Populous: The Beginning – Undiscovered Worlds (12 singleplayerbanor och 12 multiplayerbanor)